# Agrochola pallescens
Agrochola pallescens là một loài bướm đêm trong họ Noctuidae.